# Jean Pinatel
Pour les articles homonymes, voir Pinatel.
Jean Pinatel né le 9 juin 1913 à Urcuit et mort le 3 avril 1999 à Biarritz est un criminologue et professeur français.

## Œuvre

### Ouvrages
- Le fait nouveau en matière de révision, éditions Domat-Montchrestien, 1935, 212 p.
- Précis de science pénitentiaire, Sirey, 1945, 435 p.
- Traité élémentaire de science pénitentiaire et de défense sociale, Sirey, 1950, 568 p.
- La criminologie, éditions SPES, 1960, 223 p.
- Traité de droit pénal et de criminologie - Tome 3 : Criminologie, en collaboration avec P. Bouzat, Dalloz, 1963, 542 p.
- Étienne De Greeff, éditions Cujas, 1967, 109 p.
- La Société criminogène, Calmann-Lévy, 1971, 293 p.
- La Criminologie, 1979.
- Le Phénomène criminel, 1987.
- Histoire des sciences de l'homme et de la criminologie, 2001.